# Mae West
Mary Jane West (kendt som Mae West) (17. august 1893 – 22. november 1980) var en amerikansk skuespiller, sanger og forfatter.

## Biografi
Hun startede med at optræde som 5-årig, og det berettes, at hun fra 3. klasse i uhørt grad forsømte skolegangen til fordel for teateret. Hun gjorde sig gældende på revy- og vaudevillescenerne, og fik en storslået reklame i 1926, da hun blev fængslet, fordi forestillingen Sex på Broadway virkede anstødelig på myndighederne.
Hendes første filmrolle var i Night By Night fra 1932, Klondike Annie og Go West Young Man fra 1936 var medvirkende til, at hun blev USAs højst lønnede kvinde på dette tidspunkt.
Rollemæssigt begrænsede hun sig til blondinen med "sovekammerøjne", silkeforførende stemme og tvetydige replikker. Hun gjorde grin med det puritanske livssyn, og grænsede ofte til det vulgære, hvor også humoren spillede en stor rolle. Er også kendt for hurtige replikker i sit private liv. Hun sagde,bl.a til en mandlig politibetjent der skulle eskortere hende hjem, : "Is that a pistol in your pocket or are you just glad to see me?" (Er det en pistol i din lomme eller er du bare glad for at se mig?).
Fra 1940'erne strammedes censuren, og hun droppede filmen til fordel for teater- og natkluboptræden. Hun vendte tilbage til filmen i 1970 og indspillede sin sidste film i 1978.

## Mae West i populærkulturen
- Under 2. Verdenskrig kaldte allierede flybesætninger deres redningsveste for "Mae Wests", dels fordi det rimede på "breasts" (bryster) og "life wests", og dels på grund af en vis lighed med hendes torso.